# 法国存托银行
法国存托银行（法語：Caisse des dépôts et consignations, CDC，直译：「存款和寄售基金」），也称为法国存托局，是法国成立于1816年的公共金融机构，通常被視為該國的國家投資部門。法國《貨幣和金融法典》將其定義為「為公益服務的公共團體」和「長期投資者」。
银行直接由国会下属的的一个委员会管理，为中央和地方政府提供涉及公共利益的服务。
银行总部设在巴黎第七区（3 quai Anatole-France et 56 rue de Lille），银行员工既有公务员也有按私法领域招聘的集体协议雇员。